# Евклаз
Евклаз (euclase) e рядък скъпоценен камък, силикат на берилия и алуминия. Химичната му формула е BeAlSiO4(OH). Открит е през 1792 г. от френския минералог Рьоне Жуст Аюи, който не успял да го проучи достатъчно. За пръв път е донесен в Европа през 1785 г. от Южна Америка. През 1858 г. делото на Аюи е довършено от големия руски минералог Николай Иванович Кокшаков, който намира в Южен Урал кристал евклаз с големина 7,3 см.
Евклазът има красив цвят, висока твърдост и ярък блясък. Недостатък на евклаза е неговата чупливост. Неслучайно намерените в Русия (Урал) евклази са наричани „хрупики“ (чупливи), а в превод от гръцки euklasis, означава „добре разчупващ се“.

## Цвят
Цветът на евклаза е предимно безцветен или син. Минералът може да бъде също светлозелен или жълтеникаво зелен. Често е с примеси от съединения на манган, мед, хром, цинк и други елементи. 

Най-рядко се среща виолетовият евклаз. За най-красив се смята светлосиният с ефект на плеохроизъм, при който в зависимост от ъгъла на падане на светлината светлосиният цвят преминава в сапфирено син, после приема тюркоазен или светлозелен оттенък.

Радиационните процедури могат да превърнат безцветните евкалази в зелени или сини.

## Находища
Среща се Бразилия (югоизточния регион на Ouro Prêto, Минас Жерайс), в Русия (Урал и Якутия), в Германия, в Австрийските Алпи (Rauris, община Залцбург), в Колумбия. Не толкова качествени камъни се добиват в Африка (Танзания, Зимбабве), Индия, Италия и САЩ.

## Размер
Размерът на камъните е дребен – обикновено достигат до 1,5 cm.
Повечето (около 1 см) всъщност са безцветни. Силно оцветеният материал е много рядък. Сините и зелените скъпоценни камъни рядко са над 2-3 карата. Съобщава се, че някои бразилски виолетови евклази могат да достигнат до 10 карата.
Безцветните скъпоценни камъни над 5-6 карата също са редки, въпреки че има шлифовани евклази до около 20 карата. Скъпоценните камъни с над 50 карата са музейни експонати.

Няма сведения за синтетично произведени евклази.

## Злоупотреба
Някои аквамарини биват представени като много по-редките светлосини или зелени евклази, за да се продават на по-висока цена. Въпреки че евклазът може да се образува геологично от разлагането на берила и често се среща заедно с берил, те са различни минерални видове, респективно имат различни оптични и физични свойства.

## Грижа за евклаза
Въпреки твърдостта им (от 6,5 до 7,5 по скалата на Моос), те са много трудни за обработка. Заради лесната си чупливост евклазите не се почистват с механични средства. Използват се само топла вода, мек препарат и много мека четчица. Съхраняват се внимателно в тапицирана кутия, а пръстените с евклаз изискват специална закрепяща конструкция в бижутерските кутии.